# Улкен-Каратал
Улке́н-Карата́л (каз. Үлкен Қаратал) — село у складі Зайсанського району Східноказахстанської області Казахстану. Входить до складу Каратальського сільського округу.
Населення — 737 осіб (2021; 874 у 2009, 842 у 1999, 793 у 1989).
Національний склад станом на 1989 рік:
- казахи — 100 %

У радянські часи село мало також назву Улькен-Каратал.